# Nicolás González
Nicolás Iván „Nico” González (ur. 6 kwietnia 1998 w Belén de Escobar) – argentyński piłkarz, występujący na pozycji skrzydłowego we włoskim klubie Juventus oraz w reprezentacji Argentyny. Złoty medalista Copa América 2021 i 2024. 

## Życiorys
Jest wychowankiem klubu Argentinos Juniors. W czasach juniorskich trenował także w Sportivo Escobar i Club Belén. W 2016 roku dołączył do seniorskiego zespołu Argentinos Juniors. W Primera División zagrał po raz pierwszy 9 września 2017 w przegranym 1:2 meczu z Club Atlético Patronato. 10 lipca 2018 odszedł za 8,5 miliona euro do niemieckiego VfB Stuttgart. W Bundeslidze zadebiutował 26 sierpnia 2018 w przegranym 0:1 spotkaniu z 1. FSV Mainz 05. Grał w nim do 59. minuty, po czym został zmieniony przez Daniela Didavi.
23 czerwca 2021 przeszedł do klubu ACF Fiorentina, podpisując pięcioletni kontrakt.